# الحركة البدارية (الميكانيكية)

الحركة البدارية الميكانيكية عبارة عن عملية دوران جزء مستدير (الموضح باللون الأرزق) في فجوة مستديرة (الموضح باللون الأحمر) في الاتجاه المعاكس للقوة نصف القطرية المطبقة (ذات اللون الأخضر).

الحركة البدارية هي عملية دوران جزء مستدير في فجوة مستديرة وفي مجال هذه الفجوة، ويحدث هذا بسبب التخليص بينهما والقوة نصف القطرية في الجزء الذي يغير اتجاهه. يقابل اتجاه دوران الجزء الداخلي اتجاه دوران القوة نصف القطرية. غالبًا ما يحدث تآكل بالحك بين الجزء والفجوة نتيجة لهذه الحركة. «في الآلات، يعكس التآكل بالحك الحركة الصغيرة للأجزاء الملتصقة بشدة، والتي تبدو غير متحركة ظاهريًا مع بعضها».
«فيما يتعلق بالدواسة، ينشأ حمل الدوران من القوة النازلة لاستعمال الدواسة على عمود الدوران الذي يدور مع الكرنك الخاص بها مما يتسبب في دوران معظم القوة النازلة بفاعلية حول عمود دوران الدواسة. وما هو أقل وضوحًا أنه حتى الأجزاء الملتصقة بشدة يحدث فيها تخليص نسبي نتيجة لمرونتها وأن المعادن ليست مواد صلبة كما هو واضح من الزنبركات الفولاذية. وفي ظل مثل هذه الأحمال، تحدث تشوهات بسيطة في مثل هذه الوصلات حيث تكون كافية لإنتاج حركة. ويمكن ملاحظة هذا من علامات التآكل التي تبدو في نقطة ارتكاز عمود دوران الدواسة على واجهات الكرنك.»
وهذه الحركة البدارية عبارة عن عملية تنتج تمامًا عن قوى التماس ولا تعتمد على الجمود ولا تتناسب عكسيًا مع معدل الدوران. وليس لها علاقة تمامًا بعزم الدوران الحر ولا البدارية الناتجة عن عزم الدوران.

## أمثلة
قد ينتج عن الحركة البدارية الناتجة عن التآكل بالحك حالات تثبيت وتعليق بموجب أحمال العزم الكبيرة لفك الربط اللولبي الخاص بها.

### صواميل عروة السيارة
تستخدم السيارات أيضًا صواميل عروة ملولبة تجاه اليسار في عجلات الجانب الأيسر، ولكن الآن عادة ما تستخدم صواميل العروة المدببة، التي لا تتآكل.

### دواسات الدراجة
دواسات الدراجة ملولبة تجاه اليسار على كرنك الجانب الأيسر، لذا تضيق البدارية على الدواسة بدلاً من التخفيف عنها. وقد يبدو هذا غير بديهي، ولكن عزم الدوران المبذول نتيجة للبدارية يبلغ أضعاف عزم الدوران الناجم عن تأثير الدواسة المضغوطة.

### أقواس أسفل الدراجة
أقواس أسفل لدراجة إنجليزية ملولبة من اليسار على الجانب الأيمن (عادة ما يكون المحرك) في هيكل قوس سفلي. وهذا عكس الدواسات في الكرنكات لأن فكرة الحركة النسبية بين الأجزاء تعد في الاتجاه المعاكس. (تتميز الأقواس السفلية الملولبة الإيطالية والفرنسية بلولبة يمنى على الجانبين).

### المحامل في ناقل الحركة اليدوي
الترس المدعوم بحامل في تدوير ناقل الحركة اليدوي سيدور بالتزامن مع عموده نتيجة لمشاركة التروس. وفي هذه الحالة، فإن التخليص القطري الصغير في المحمل سيحث على بدارية مجموعة البكرات نظرًا لتخفيف التروس من عملية التآكل بالحك التي تحدث إذا ما ضغطت بكرات الحامل ذاتها دائمًا ضد النقطة ذاتها في الترس. وعادة ما يتميز الترسان الرابع والخامس ببدارية الحث، بينما قد لا يتميز الترس من الأول إلى الثالث بالميزة نفسها حيث لا تعمل السيارة على هذه التروس وقتًا طويلاً (مثل القيادة على الطريق السريع). فشل الانتقال بسبب عدم وجود البدارية يمكن أن يحدث في صناديق التروس عندما تشترك التروس السفلية لفترات طويلة من الوقت.